# Macrobrachium nipponense
Macrobrachium nipponense is een garnalensoort uit de familie van de Palaemonidae. De wetenschappelijke naam van de soort is voor het eerst geldig gepubliceerd in 1849 door De Haan.